# Avicularia lynnae
Avicularia lynnae (лат.) — вид пауков-птицеедов из рода Avicularia, обнаруженный в Перу и Эквадоре (Южная Америка) и описанный в 2017 году. Назван  в честь Линн Уэст (Lynn West), жены эксперта по мигаломорфным паукам (инфраотряд пауков, к которому относятся пауки-птицееды) Рик К. Вест.